# Loxoblemmus jacobsoni
Loxoblemmus jacobsoni är en insektsart som beskrevs av Lucien Chopard 1927. Loxoblemmus jacobsoni ingår i släktet Loxoblemmus och familjen syrsor. Inga underarter finns listade i Catalogue of Life.